# Теоремы Шеннона для источника без памяти
Теоремы Шеннона для источника без памяти связывают энтропию источника и возможность сжатия кодированием с потерями и последующим неоднозначным декодированием.
Прямая теорема показывает, что с помощью кодирования с потерями возможно достичь степени сжатия
{\displaystyle {\frac {N}{L}}\approx {\frac {H\left(U\right)\left({1+\varepsilon }\right)}{\log _{2}D}}},
сколь угодно близкой к энтропии источника, но всё же больше последней. Обратная показывает, что лучший результат не достижим.

## Формулировка теорем
Пусть заданы:
- {\displaystyle U} — некоторый источник сообщений, а также множество всех его сообщений {\displaystyle u_{1},u_{2},...,u_{K}}
- {\displaystyle \Omega } — множество всех входных последовательностей длины {\displaystyle L}, которое разделяется на:
  - {\displaystyle M_{L}} — множество входных последовательностей однозначного декодирования
  - {\displaystyle M_{L}^{C}} — множество входных последовательностей неоднозначного декодирования
- {\displaystyle D} — количество букв в алфавите кодера (в сообщениях после кодирования)
- {\displaystyle N} — длина сообщений после кодирования

Прямая теорема
Для источника без памяти {\displaystyle U} с энтропией {\displaystyle H\left(U\right)} и любого {\displaystyle \varepsilon >0} существует последовательность множеств однозначного декодирования {\displaystyle M_{L}} мощности {\displaystyle 2^{L\left({1+\varepsilon }\right)H\left(U\right)}} такая, что вероятность множества неоднозначного декодирования стремится к нулю {\displaystyle P\left({M_{L}^{C}}\right)\to 0} при увеличении длины блока {\displaystyle L\to \infty }. Другими словами, сжатие возможно.
Обратная теорема
Пусть задан источник без памяти {\displaystyle U} с энтропией {\displaystyle H\left(U\right)} и любой {\displaystyle \varepsilon _{1}>0}. Для любой последовательности множеств однозначного декодирования {\displaystyle M_{L}} мощности {\displaystyle 2^{L\left({1-\varepsilon _{1}}\right)H\left(U\right)}} вероятность множества неоднозначного декодирования стремится к единице: {\displaystyle P\left({M_{L}^{C}}\right)\to 1} при увеличении длины блока {\displaystyle L\to \infty }. Другими словами, сжатие невозможно.